# Алтънтепси
„Алтънтепси“ (на турски: Altıntepsi) е квартал на Истанбул, разположен в околия Байрампаша. Общата му площ е 1,3 км2. Според данни на Адресната система за регистриране на населението (ABPRS) към 2023 г. населението на „Алтънтепси“ е 28 989 жители.

## Транспорт
В квартала е разположена Централната истанбулска автогара.